# 松子

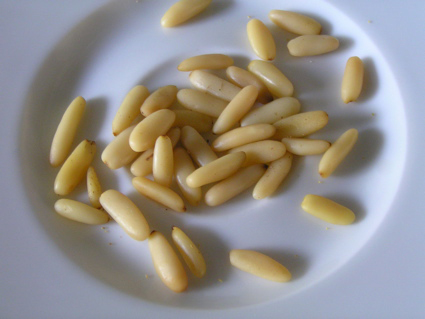
常見的松子之一——意大利石松(Pinus pinea)的種子

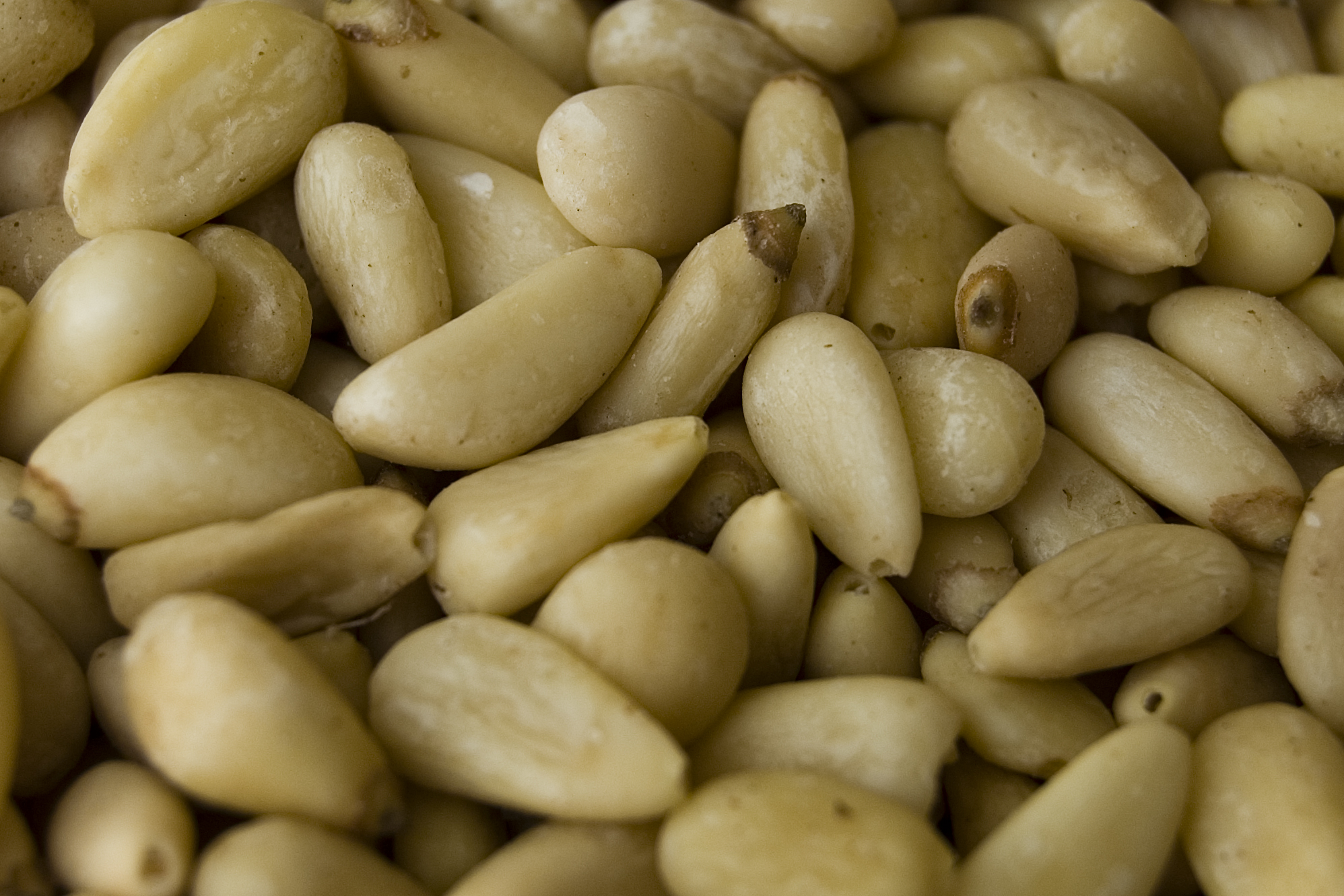
常見的松子之一——紅松(Pinus koraiensis)的種子

松子（英語：pine nut）即松科植物的種子，又名松仁、松仁子或松子仁，可入藥、做菜，炒熟後可作小吃。
平日常食用的松子有從紅松的種子，也有來自意大利石松的種子，其形狀略有不同。

## 原材料
松子为松科松属植物中的华山松、红松、马尾松的种仁。

## 食用价值
松子仁食用价值很高，富含不饱和脂肪酸，如亚油酸、亚麻油酸等，能降低血脂，预防心血管疾病。同时也含有钙、铁、钾、磷、锰等人体所需的微量元素，更是补充维生素E的良好来源。因松子仁富含油脂容易氧化变质，所以需要密封干燥保存，开封後尽快食用完。变质后的松子仁易产生黄曲霉素，对人体会产生危害，破开果壳后的果仁如已变色即可能为已变质，建议不要食用。松子仁热量很高，建议不要过多食用，以免引起肥胖等问题。

## 資料來源
1. ↑  National Nutrient Database for Standard Reference Release 26 （页面存档备份，存于），USDA美国农业部